# Lee H. Katzin
Lee H. Katzin est un réalisateur américain né le 12 avril 1935 à Détroit, Michigan (États-Unis), décédé le 30 octobre 2002 à Beverly Hills (Californie).

## Filmographie

### Cinéma
- 1969 : Au paradis à coups de revolver (Heaven with a Gun)
- 1969 : Qu'est-il arrivé à tante Alice ? (What Ever Happened to Aunt Alice?)
- 1970 : The Phynx (en)
- 1971 : Le Mans
- 1972 : Notre agent à Salzbourg (The Salzburg Connection)
- 1976 : The Captive: The Longest Drive 2
- 1988 : World Gone Wild
- 1995 : The Break
- 1999 : L'avocat du mal

### Téléfilms
- 1967 : Hondo (Hondo and the Apaches)
- 1970 : Along Came a Spider
- 1972 : Visions...
- 1973 : The Voyage of the Yes
- 1973 : The Stranger
- 1973 : Ordeal
- 1974 : Chasse tragique (Savages)
- 1974 : Strange Homecoming
- 1975 : The Last Survivors
- 1975 : Sky Heist
- 1976 : Alien Attack
- 1976 : Journey Through the Black Sun
- 1976 : The Quest
- 1977 : Police Story: The Broken Badge
- 1977 : River of Promises
- 1977 : Man from Atlantis
- 1977 : Relentless
- 1978 : The Bastard
- 1978 : Zuma Beach (en)
- 1978 : Terreur dans le ciel (Terror Out of the Sky)
- 1979 : Samurai
- 1980 : Police Story: Confessions of a Lady Cop
- 1981 : Death Ray 2000
- 1982 : The Neighborhood
- 1983 : Emergency Room
- 1985 : The Eagle and the Bear
- 1987 : Les Douze Salopards - Mission Suicide (The Dirty Dozen: The Deadly Mission)
- 1988 : Les Douze Salopards : Mission fatale (The Dirty Dozen: The Fatal Mission)
- 1989 : Jake Spanner, Private Eye

### Séries télévisées
- 1959 : Bonanza
- 1965 : Le Proscrit (Branded)
- 1965 : Les Mystères de l'Ouest (The Wild Wild West)
- 1966 : Brigade criminelle (Felony Squad)
- 1968 : Opération vol (It Takes a Thief)
- 1973 : Police Story
- 1975 : Cosmos 1999 (épisode pilote « À la dérive», épisode 3 « Le Soleil noir »)
- 1977 : L'Homme de l'Atlantide (The Man from Atlantis) (téléfilm pilote)
- 1977 : Chips (CHiPs)
- 1981 : La Loi selon McClain (McClain's Law)
- 1982 : Chicago Story
- 1982 : Devlin Connection (The Devlin Connection)
- 1983 : The Mississippi
- 1984 : Partners in crime
- 1984 : Deux flics à Miami (Miami Vice) - Saison 1, épisodes 4 et 7
- 1985 : MacGyver (série TV) : (Saison 1, épisode 3, 4 et 5)
- 1985 : Spenser (Spenser : For Hire) (téléfilm pilote)
- 1989 : L'Équipée du Poney Express (The Young Riders)
- 1990 : The Outsiders
- 1991 : L'Exilé (The Exile)
- 1992 : Raven
- 1992 : Le Rebelle (Renegade)